# Genève (film, 1988)
Pour les articles homonymes, voir Genève (homonymie).
Pour plus de détails, voir Fiche technique et Distribution.
Genève est un film sur la ville et le canton de Genève du cinéaste François Reichenbach réalisé en 1988.

## Contexte du film
De 1942 à 1948, le cinéaste François Reichenbach étudie la musique au conservatoire de Genève. Une cinquantaine d’années plus tard ; avec sa caméra à l’épaule, il redécouvre la ville et le canton de Genève. Il déclare : « Au premier aspect Genève est d’une banalité épouvantable, mais au second degré elle est fascinante. C’est une ville à laquelle l’on s’attache si on la connaît ».
François Reichenbach a utilisé le concerto de Vivaldi Les Quatre Saisons comme support musical de son film. Il a donc filmé la ville et la campagne genevoise durant une année entière.

## Synopsis
Du haut des 157 marches de la tour de la cathédrale Saint-Pierre, on a une vue spectaculaire sur la vieille ville de Genève, la rade, le lac Léman et le Mont Blanc. C’est dans cette église, datant des XIIe et XVe siècles, que Jean Calvin a prêché la Réforme protestante dès 1541. Dans les fondations, l’archéologue cantonal Charles Bonnet atteste que les fouilles archéologiques ont montré que les foires de Genève étaient prospères au Moyen Âge et la ville un carrefour d’échange. L’historien Olivier Reverdin nous emmène sur les traces romaines de Genève.
Reichenbach filme dans la rue de l'Hôtel-de-Ville le cortège de l’Escalade qui commémore chaque année, le 12 décembre, la victoire de la République de Genève sur les troupes du duc de Savoie Charles-Emmanuel Ier en 1602. Juste à côté le philosophe Jean-Jacques Rousseau et l’acteur Michel Simon sont nés dans la Grand'rue.
Le printemps s’annonce avec l’éclosion de la première feuille sur le marronnier de la Treille. Puis les cerisiers sont en fleurs dans la campagne genevoise et l'on aperçoit au loin le Mont Blanc, tandis qu’en hiver les Genevois marchent sous la neige et que la campagne se revêt de blanc. À l'aéroport de Genève-Cointrin, on aperçoit l'image étonnante d’un avion 747 de la compagnie Swiss semblant atterrir dans la neige. Imperturbablement le jet d'eau de Genève est filmé de jour et de nuit avec un très bel éclairage.
François Reichenbach va à la rencontre du joaillier Gilbert Albert, de l’organiste Pierre Segond, du graveur sur bois Robert Hainard, du marchand de cigares Zino Davidoff et des artistes du Grand Théâtre.
Pour filmer les activités du Comité international de la Croix-Rouge, Reichenbach s’est rendu au Salvador en pleine guerre civile.
Le film se termine à plus de 100 mètres sous terre dans les laboratoires de l'Organisation européenne pour la recherche nucléaire (CERN) où se trouve la plus grande concentration au monde de prix Nobel de physique. On découvre le grand collisionneur de hadrons (LHC), un accélérateur de particules de 26 kilomètres de circonférence.

## Fiche technique

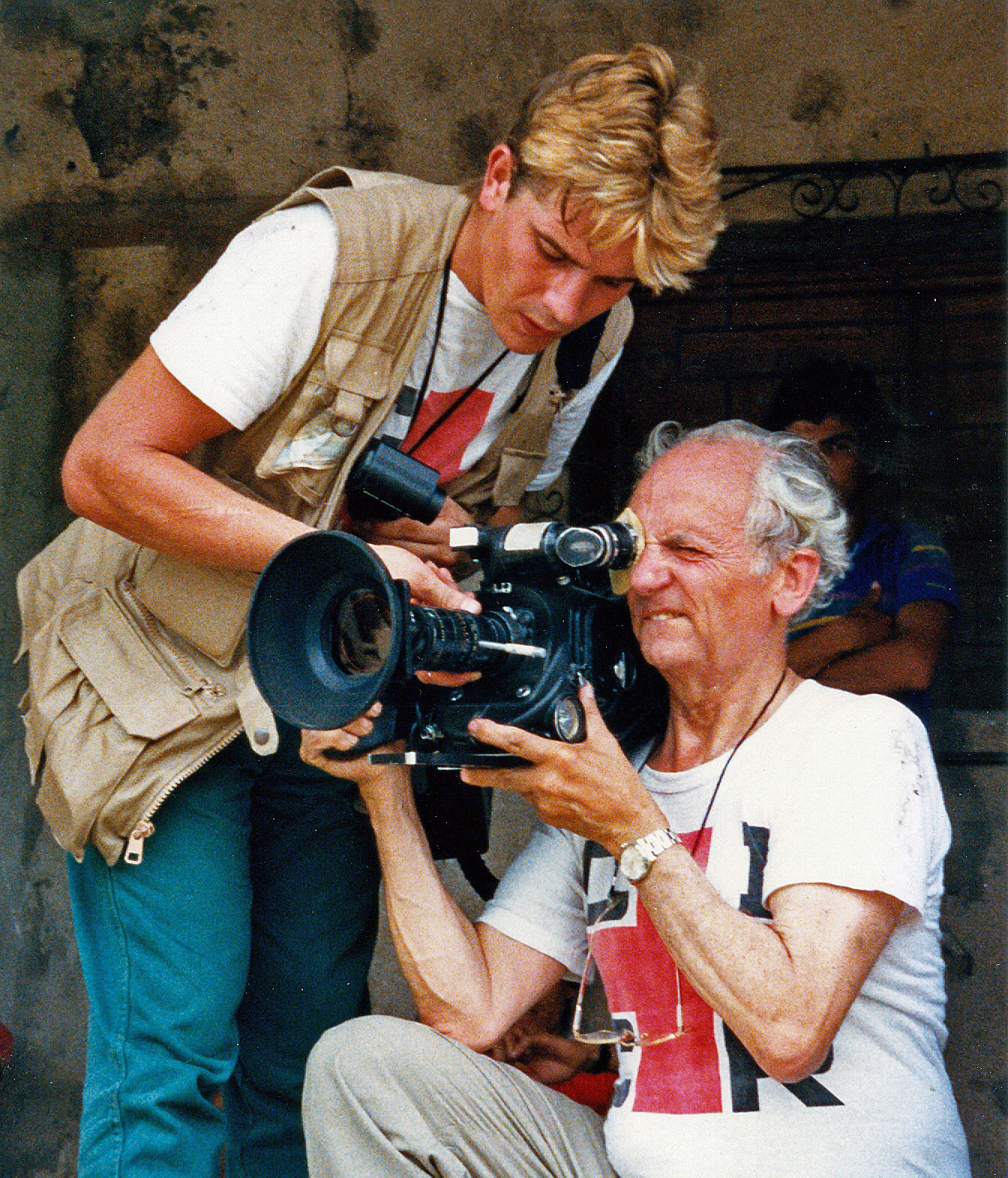
François Reichenbach en tournage en 1988 au Salvador pour la séquence de la Croix-Rouge.

- Réalisation : François Reichenbach
- Production : Claude Richardet (Vidéo-Films Genève)
- Caméra : François Reichenbach et Bruno Lapostolle
- Pays d’origine : Suisse
- Genre : documentaire
- Financement : Canton de Genève, Ville de Genève, Association des communes genevoises, Genève tourisme et congrès, Bourse de Genève, Charmilles Technologie, Ambrosetti, Ingeplan et Rolex
- Chanson : Inoubliable Genève de Charles Aznavour, paroles de Pierre Delanoë, musique de Charles Aznavour avec l’orchestre de la Suisse Romande.
- Commentaire : Olivier Reverdin et Claude Miffon, dit par Roger Jendly
- Montage : Yves Deschamps
- Musique : Antonio Vivaldi et Thierry Fervant
- Tournage : 35 mm son Dolby
- Durée : 52 minutes
- Année : 1988
- Sortie cinéma : juin 1988

## La chansonInoubliable Genèveet la diffusion du film

### La chansonInoubliable Genèvede Charles Aznavour

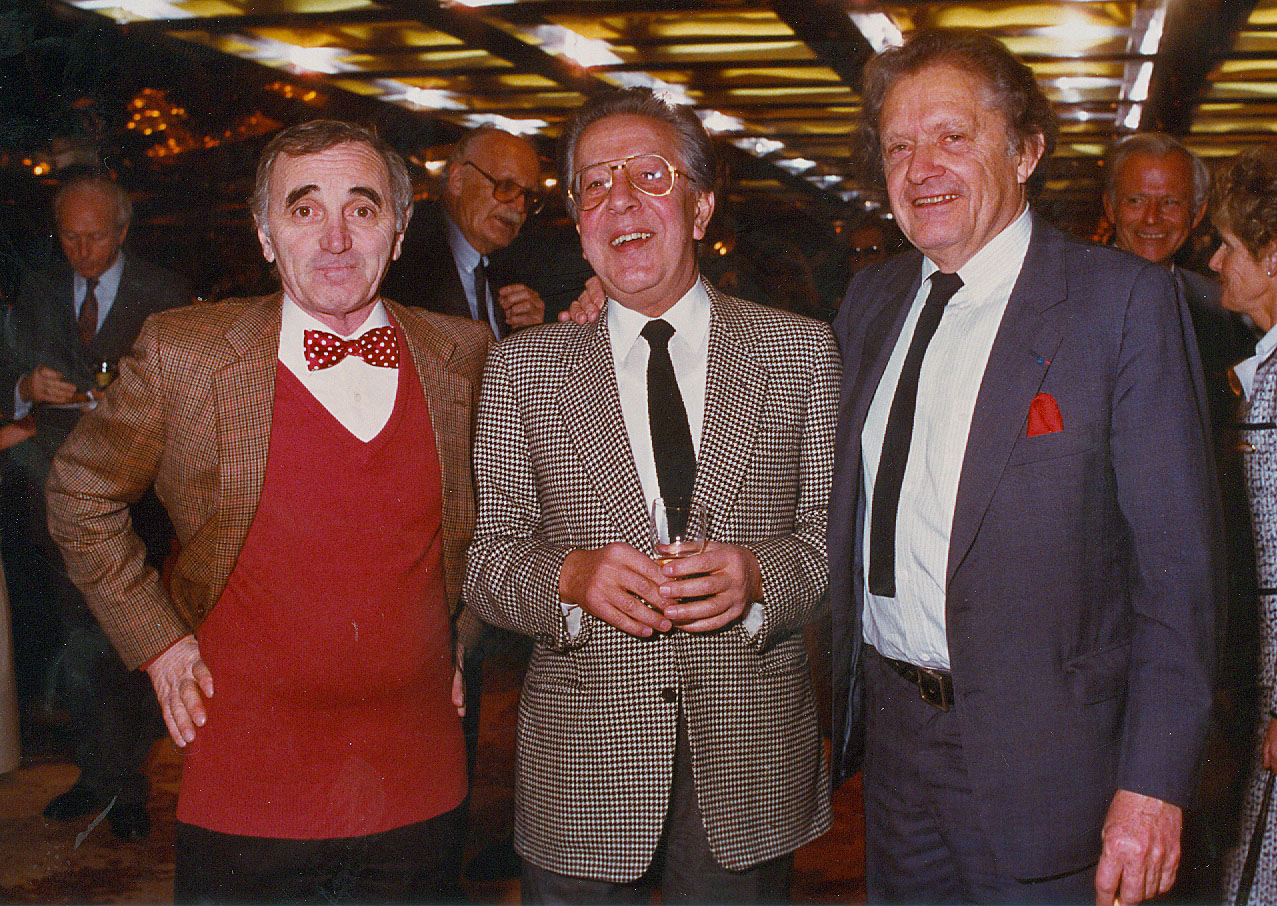
Charles Aznavour (à gauche), Bob Azzam (au centre) et le parolier Pierre Delanoë (à droite) lors de la première du film "Genève" en 1988.

De très nombreuses célébrités du monde des arts, de la finance et du sport vivent à Genève. Charles Aznavour y a résidé de nombreuses années sur la colline de Cologny. 
En 1988 il a composé et interprété tout spécialement pour le film la chanson Inoubliable Genève avec des paroles de Pierre Delanoë et l’Orchestre de la Suisse romande.

### Diffusion
- Le film Genève a été projeté durant 12 semaines aux cinémas ABC, puis à l’Alhambra[7],[8].
- Des vidéocassettes ont été éditées en 5 langues : français, allemand, anglais, espagnol et japonais[9].
- Genève Tourisme a réalisé une version plus courte de 12 minutes pour sa promotion à l’étranger[10].
- Le film ayant été cofinancé par le canton de Genève et la ville de Genève, il a également été diffusé dans les écoles genevoises[11].